# (1356) Nyanza
(1356) Nyanza est un astéroïde de la ceinture principale découvert le 3 mai 1935 à Johannesbourg (UO) par l'astronome sud-africain Cyril V. Jackson.

## Historique
Sa désignation provisoire, lors de sa découverte le 3 mai 1935, était 1935 JH.